# Manilal Gandhi
Manilal Mohandas Gandhi (* 28. Oktober 1892 in Rajkot, Indien; † 5. April 1956 in Phoenix, Südafrika) war der zweite Sohn von Mohandas Gandhi und war wie sein Vater aktiv in der Unabhängigkeitsbewegung Indiens.

## Leben
Er war von 1917 an fast vier Jahrzehnte lang Herausgeber einer wöchentlichen Zeitung. Manilal Gandhi war zusammen mit seinem Vater in der Unabhängigkeitsbewegung aktiv, weswegen er mehrmals von der britischen Kolonialregierung inhaftiert worden war. Im Jahr 1927 heiratete Manilal Gandhi Sushila Mashruwala, mit der er zwei Töchter, Sita (* 1928) und Ela (* 1940), sowie einen Sohn, Arun (* 1934) bekam. Arun und Ela sind ebenfalls politisch aktiv.
Manilal Gandhi starb in seinem südafrikanischen Wohnort Phoenix, einem Vorort von Durban.